# Estación de Picanya
Picanya es una estación de las líneas 1, 2 y 7 de Metrovalencia. Se encuentra en el municipio de Picaña, en la calle Jaime I.

## Historia
Fue inaugurada el 8 de octubre de 1988, junto con el resto de estaciones de las líneas 1 y 2.
Del 30 de octubre de 2024 al 26 de junio de 2025, a consecuencia de las graves inundaciones acontecidas en la provincia de Valencia, la estación permaneció cerrada. Se habilitaron servicios alternativos de autobuses con parada en las estaciones afectadas.
La estación de reabrió en julio de 2025, tras la reapertura de todo el sistema tras la inundación.